# Martine Audin
Pour les articles homonymes, voir Audin.
Martine Audin, née le 13 juin 1959, est une gymnaste artistique française.

## Carrière
Elle est championne de France à la poutre et au sol en 1977 et à la poutre en 1978.
Elle dispute les épreuves de gymnastique aux Jeux olympiques d'été de 1976, avec sa sœur Nadine Audin.
Elle devient ensuite professeur des écoles et responsable à la petite enfance à l'Indépendante féminine montcellienne.

## Famille
Elle est mariée à Jean-Paul Bonnin, un joueur de rugby à XV. Elle est aussi la sœur de la gymnaste artistique Nadine Audin et la tante de la gymnaste artistique Claire Bredillet. Ses parents Roger et Jacqueline Audin ont aussi pratiqué la gymnastique au niveau international.